# V
 For alternative betydninger, se V (flertydig). (Se også artikler, som begynder med V)
V, v er det 22. bogstav i det danske alfabet og i det latinske alfabet.

## Andre betydninger
V har flere betydninger:
- Romertal – V angiver tallet 5
- van eller von – v er en forkortelse af det hollandske eller tyske indskudsnavn van eller von, som begge betyder fra
- Vanadium – V er det kemiske tegn for vanadium
- Velocity – v er en forkortelse for fysisk-hastighed
- Venstre –  V er partibogstav for det danske politiske parti venstre
- Vest – V er forkortelse for den geografiske retning vest
- Volt – V er forkortelse for den elektriske spændingsenhed volt
- Volumen – V er en forkortelse for en rumfangsenhed
- V-tegn – et håndtegn
- Stelnummer – V er VIN-kode for modelår 1997